# Labranzagrande
Labranzagrande est une municipalité située dans le département de Boyacá, en Colombie.
Sa population est de 5 099 habitants (estimation 2015) pour une superficie de 625 km2.